# Echolalia (psychopatologia)
Echolalia – zaburzenie myślenia, objawiające się jako niepotrzebne powtarzanie słów lub zwrotów wypowiedzianych przez inne osoby. Często występuje u osób z autyzmem, zespołem Tourette’a oraz schizofrenią, zwłaszcza jej podtyp katatoniczny. Wyróżnia się formę echolalii natychmiastową i odroczoną.